# Тояма-мару
«Тояма-Мару» (яп. 富山丸) — японское сухогрузное судно, построенное в 1915 году на верфи «Мицубиси» для «Ниппон юсэн» (NYK).
Во время Второй мировой войны передано флоту, использовалось как войсковой транспорт. Потоплено 29 июня 1944 года американской подводной лодкой Sturgeon (SS-187).

## История постройки
В 1913 году Япония заключила контракт с британской фирмой 'Hall, Russell & Company' на покупку четырёх сухогрузных судов по проекту компании «Ниппон юсэн» и постройку согласно с тем же проектом других судов, которые были бы конструктивно приспособлены к быстрому переоборудованию в десантный корабль (посредством установки носовых люков и аппарели). При тоннаже 7500 брт, эти суда должны были развивать скорость в 11 узлов.
Из шести судов на верфи фирмы Russell были построены «Такада-мару», «Цусима-мару» и «Тоёока-мару»; фирма Kawasaki — «Тоёхаси-мару» и «Токуяма-мару». «Тояма-мару» строился в Нагасаки на верфи Мицубиси. Постройка серии была завершена в 1915 году, затем эти суда несли службу на европейских маршрутах. Во время Первой мировой войны они перевозили продовольствие и боеприпасы для стран Антанты.
Поскольку названия всех перечисленных судов начинались с «Т» в дальнейшем так был назван целый тип судов, строившихся для других японских фирм с некоторыми отклонениями от проекта.
Далее, до 1930 года эти суда базировались в Сиэтле. С 1933 «Тояма-мару» ходил в Бомбей, а затем по маршруту Кобе—Сурабайя и в 1937 был продан токийской компании Nanyo Kaiun.

## В годы Второй мировой войны
С сентября 1941 года судно было передано армии и осуществляло войсковые перевозки (чему способствовало наличие десантного отделения площадью 578 м2) во все южные районы Тихого океана, в частности, в Сёнан (Сингапур).
Также оно участвовало в перевозке 500 канадских военнопленных из Такао на Формозе в Японию для использования их принудительного труда в декабре 1943 года.

### Потопление
Когда в соответствии с замыслом Императорской ставки решено было укрепить оборону островов Нансэй, необходимые подкрепления планировалось перебросить с острова Окинава, в частности, часть подразделений 45-й пехотной и 44-й отдельной смешанной бригад вместе с их вооружением и грузовыми машинами. В этой операции участвовало 12 судов (общим тоннажем 23777 брт), в том числе и «Тояма-мару», на котором разместили 4 600–6 000 солдат и офицеров, загрузили покрытие для взлётной полосы и 1500 бочек с бензином (которые разместили на палубе).
27 июня 1944 года эти судна вышли из порта Кагосимы по направлению в Надзе. 29 июня, в 7 часов 25 минут (по токийскому времени), к востоку от Токуносимы, «Тояма-мару» как наибольшее судно конвоя было атаковано американской подводной лодкой Sturgeon (SS-187). По судну было выпущено четыре торпеды, из которых попали три, поразившие среднюю часть трюма, машинное отделение и нос судна. Кроме этого, от взрывов вспыхнул бензин на палубе, растёкшийся затем по воде, что существенно затруднило спасение людей, пребывавших на борту судна. Судно затонуло в точке с координатами 27°47′00″ с. ш. 129°05′00″ в. д..
Известны имена 3 874 погибших военных и 53 членов экипажа. Спаслось лишь около 600 человек; считается, что погибло до 5 400. Ставка засекретила информацию об этой трагедии, как и о гибели других судов, сопровождавшихся значительными потерями личного состава флота и армии.

## Увековечивание памяти погибших
29 июня 1964 года в Камэтоку (Токуносима) был возведён военный мемориал, а 20 лет спустя, 30 июня 1985 года памятный знак установлен в населённом пункте Кония.